# Феліціян Баян
Феліціян Баян (пол. Felicjan Bajan, 1865 — 1915, Городенка) — польський архітектор.

## Біографія
Ймовірно, народився в Ярославі, де батько Ігнацій Баян був власником книгарні. Родина Баянів походила зі спольщених татар. Невідомо, де здобув архітектурну освіту. Відбував практику в місті Ясло у Клаудіуша Ангермана. Практика тривала не пізніше 1900 року, коли клопотав про допущення до екзамену на повноваження будівничого в Яслі. Пізніше працював у Львові. Від 1903 року (за іншими даними — від 1904) жив у Станиславові (нині — Івано-Франківськ), де мав приватну практику. 1914 року скерований на будівництво фортифікацій у Коломиї, а пізніше в Городенці, де помер під час епідемії холери.
Був одружений із Зофією з дому Славік. Мав синів Єжи (1901—1967, відомого польського військового пілота) і Мар'яна (ймовірно, загинув у Катині), а також доньку Марію. Після смерті Феліціяна дружина з дітьми переселилася до Перемишля до дому Марії з Баянів, сестри Феліціяна. Пізніше проживала у Пйотркові.
Роботи
- Керівництво спорудженням греко-католицької семінарії у Станиславові (1902—1904).[5]
- Два проєкти розширення дому польського «Сокола» на нинішній вулиці Дудаєва у Львові. Створені для конкурсу 1904 року, здобули відповідно перше і друге місця.[6]
- Школа в Єзьорку (1906).[7]
- Фасад костелу Матері Божої Неустанної Помочі (нині — на вулиці Гординського, 20 в Івано-Франківську). Неоготично-неороманський, із сецесійними елементами. Первинний неоготичний проєкт виконав невідомий архітектор (можливо, Тадей Обмінський). Будівництво тривало приблизно у 1904—1907 роках.[8]
- Каплиця в Медуші (1907).[7]
- Перебудова в сецесійному стилі кам'яниці Ернеста Ебнера на вулиці Страчених, 3 в Івано-Франківську (1908).[9]
- Костел святого Йосифа на вулиці Незалежності, 185 в Івано-Франківську. Базилікового типу, у переважно неороманських формах. Спорудження під керівництвом автора тривало протягом 1910—1913 років і було завершене не повністю. Роботи поновлено у 1921—1924 роках.[10]
- Керівництво спорудженням військового шпиталю в Городенці (1915).[5]